# Pseudomyrmex prioris
Pseudomyrmex prioris är en myrart som beskrevs av Ward 1992. Pseudomyrmex prioris ingår i släktet Pseudomyrmex och familjen myror. Inga underarter finns listade i Catalogue of Life.